# Dondaicha-Warwade
Dondaicha-Warwade is een nagar panchayat (plaats) in het district Dhule van de Indiase staat Maharashtra. 

## Demografie
Volgens de Indiase volkstelling van 2001 wonen er 42.393 mensen in Dondaicha-Warwade, waarvan 52% mannelijk en 48% vrouwelijk is. De plaats heeft een alfabetiseringsgraad van 71%. 